# یوانیس تئوفیلاکیس
یوانیس تئوفیلاکیس (یونانی: Ιωάννης Θεοφιλάκης؛ 1879 – ۱۹۶۸ (۸۸−۸۹ سال)) ورزشکار ورزش تیراندازی اهل یونان بود.
وی در مسابقات کشوری و بین‌المللی در مجموع برندهٔ ۱ مدال نقره شده‌است.